# 勿忘草
勿忘草是紫草科勿忘草属二年生或多年生草本植物。《中国植物志》中文版将勿忘草鉴定为，英文版将其订正为，然而远东地区的种群通常被认为是。

## 分布
勿忘草原产亚洲和北美，在中国分布于黑龙江、吉林、辽宁、内蒙古、河北、江苏、山东、山西、陕西、宁夏、甘肃、新疆、青海、四川、云南。

## 形态
勿忘草与森林勿忘草非常相似，主要区别在于小坚果的形态。勿忘草的小坚果先端钝，周围具狭边但顶端较明显；森林勿忘草的小坚果先端锐尖，周围具均匀分布的狭边。